# Constellation-programmet
Constellation-programmet er et tidligere NASA-program, der havde til formål at bygge en generation af nye rumfartøjer til bemandet rumflyvning. Disse fartøjer skulle bestå af Ares I- og Ares V-løfteraketter, Orion-mandskabsmodulet, jordafgangstrinnet og Altair-månelandingsmodulet. Disse rumfartøjer havdetil formål at udføre en række missioner såsom at levere mandskab og udstyr til Den Internationale Rumstation (ISS) og til månelandinger.
Programmet bliver måske aflyst efter NASAs budgetforslag d. 1. februar 2010  .  
Projektets hardware er hovedsageligt baseret på systemer, der oprindeligt blev leveret til rumfærgerne. Orion-mandskabsmodulet er i høj grad inspireret af de tidligere Apollo-rumfartøjer, og motorerne er videreudviklinger af dem der sad på Saturn V og Delta IV raketter. Foreslåede Constellation-missioner kræver teknikker til både at flyve i kredsløb om Jorden, så vel som Månen.
Under overvejelse er også "DIRECT"-startraketkonceptet, der bruger eksisterende rumfærgeudstyr, såsom selve motorerne og den eksterne tank. DIRECT-projektet kræver et minimum af nyt udstyr.

## Mål
NASA startede Constellation-programmet for at bevare en amerikansk tilstedeværelse i lavt jordkredsløb, vende tilbage til månen for at etablere en permanent base og lægge grunden til bemandet udforskning af Mars i den første halvdel af det 21. århundrede. Constellation-programmet bygger videre på de tidligere bemandede rumprogrammer som NASA har været involveret i: Mercury-programmet, Gemini-programmet, Apollo-programmet, Rumfærge-programmet og Den Internationale Rumstation.

## Orion-modulet
Orion-fartøjerne vil bestå af to hoveddele: Et kommandomodul (CM), der minder om den der blev brugt i Apollo-programmet, dog med plads til 4 til 6 personer, og et cylindrisk servicemodul (SM), der vil indeholde både raket-, kommunikations-, strømforsynings- og klimasystemer. Orion-CM'en skal kunne bruges til ti rumflyvninger, så NASA ventes at bygge en flåde af disse CM'er.
Nuværende planer bygger på skræddersyede Orion-varianter der skal bruges til specifikke formål. Blok I-Orionen skal bruges til ISS-missioner, og andre nærjordsopgaver, mens Blok II og Blok III-varianterne skal bruges til missioner længere ude i rummet.

## Løfteraketter
Som det er planlagt lige nu, vil Orion-moduler blive sendt i kredsløb tæt på Jorden, af den planlagte Ares I-raket (tidligere kaldet Crew Launch Vehicle). Førstetrinnet består af en enkelt faststofraket, videreudviklet fra de faststofraketter, der bliver brugt af rumfærgerne. Andettrinnet er en integreret flydende brændstoftank og en opgraderet version af J-2-motoren fra Apollo-programmet. Selve Orion-modulet er øverst på de to trin. En større startraket (den planlagte Ares V) skal bruges til at opsende det tungere månelandingsmodul til lavt jordkredsløb.
I januar 2007 annoncerede NASA at et andet design til startraketten, Ares IV-raketten, blev overvejet til programmet. Hvis den bliver valgt, vil den bruges til alle opsendelser i Constellation-programmet og erstatte både Ares I- og Ares V-designet.

## Altair-modulet
Altair-månelandingsmodulet (LSAM), vil blive den del astronauter, der skal til Månen transporteres med. Ligesom dens forgænger, "Apollo Lunar Module", består Altair af to dele: opsendelsesdelen, der huser den fire mand store besætning, og landingsdelen, der har landingsbenene, hoveddelen af fødevarerne om bord, inklusiv ilt og vand, og videnskabeligt udstyr.  Modsat Apollo-programmets månemodul skal Constellation-programmets Altair-månelandingsmodul kunne lande på månens poler, der er NASA's foretrukne sted at påbegynde opførelsen af en månebase.
Landingsdelen vil have fire RL-10 raketmotorer. Disse bruges i øjeblikket i Centaur trinnet til Atlas V raketten. I modsætning til de RL-10 motorer, der er i brug i øjeblikket vil de nye kunne gå helt ned på 10% af deres maksimale kraft (i modsætning til de nuværende, der kun kan komme ned på 20%). Dette muliggør at bruge RL-10 til både indsættelse i månekredsløb og til selve landingen. Opsendelsesdelen vil kun have en motor. Efter al sandsynlighed magen til den der skal bruges på Orionmodulet. Landingsdelen af Altair-modulet vil blive stående på månens overflade når opsendelsesdelen med astronauterne om bord begiver sig hjem og vil dermed virke som opsendelsesrampe for opsendelsesmodulet. Ligesom månelandingsmodulet i Apollo-programmet vil ingen af delene blive genbrugt og skrottes efter brug.

## Jordafgangsmodulet
Jordafgangsmodulet er hovedfremdriftssystemet, der vil føre hele kombinationen af Orion-mandskabsmodulet og månelandingsmodulet til Månen. Den vil blive opsendt af en Ares V-raket, mens Orion-modulet vil blive opsendt separat. Orion vil så mødes med Jordafgangsmodulet og vil blive sat sammen med dette og Månelandingsmodulet, og sammen vil de flyve til Månen. 
Denne metode, kendt som "Jordkredsløbsmøde", blev overvejet af NASA til Apollo-programmet i de tidlige stadier af planlægningen, men blev droppet til fordel for "Månekredsløbsmøde"-metoden.

## Missionprofiler
Ligesom Apollo-programmet vil Constellation-programmet involvere nærjordskredsløb, månekredsløbsflyvninger og månelandingsmissioner. Jordkredsløbsmissionerne har hovedsageligt det formål at betjene Den Internationale Rumstation. På nuværende tidspunkt (2008) er der ingen konkrete planer om en missionstype der vil flyve til Mars og en sådan type mission vil sandsynligvis ikke finde sted før efter 2030. Til gengæld er en mission til en nærjordsasteroide i de tidlige faser af planlægning.

### Nærjordskredsløb- og ISS-servicemissioner

#### Opsendelse
Orion-mandskabmodulet og Ares I-raketten vil blive samlet på en ny letvægts "Mobil Opsendelses-Platform" (MLP-II) i "Vehicle Assembly Building" (VAB) i Kennedy-rumcentret i Florida. Efter Orion/Ares I-kombinationen er samlet, vil den blive transporteret til enten raketrampe 39A eller 39B (lige nu er disse ramper ikke ens, men begge raketramper vil blive gjort identiske ved at placere et servicetårn på begge MLP-II'er). Ved en af disse raketramper vil Ares I blive fyldt med LOX- og LH2-brændstoffer og Orion-modulet fyldt med hypergoliske drivmidler.
Når mandskabet er sikkert spændt fast inden i rumfartøjet, og alle systemer er klar til opsendelse, bliver det første trin af Ares I antændt, og på samme tid bliver adgangsbroerne trukket tilbage. Herefter slipper ballasten, der holder raketten nede, og Ares I-raketten "springer" af rampen (ligesom rumfærgerne, og til en vis grad, Saturn IB-raketten. Saturn V-raketten var nødt til at "kæmpe sig" af rampen og brugte 8 sekunder på at passere tårnet). Kort efter antændingen følger en rullemanøvre for at få raketten på den rette kurs: enten en stik øst-kurs eller en kurs med 51,5 graders hældning for flyvninger til ISS.
To minutter inde i flyvningen bliver det udbrændte førstetrin af Ares I-raketten bortkastet og det falder i Atlanterhavet. Herefter bliver den samlet op og genbrugt. Den enkelte J-2X-motor på den flydende tank (det andet trin) bliver derefter antændt. På dette tidspunkt bliver redningsraketten og det beskyttende skjold på toppen af raketten også bortkastet, så sammenkoblingsmekanismen og mandskabsmodulets vinduer kommer til syne (på det tidspunkt er fartøjet nu er ude af den tætte del af atmosfæren og risikoen er minimal for skader på varmeskjoldet)). Det andet trin brænder i fire minutter, og lukker ned 6½ minut inde i flyvningen. Orion-modulet vil da være i en elliptisk bane rundt om Jorden. Banen bliver gjort cirkelformet med en anden antænding af andettrinnet 45 minutter senere. Andettrinnet af Ares I-raketten falder derefter tilbage i Jordens atmosfære og brænder op. Efter separationen folder tvillingesolpanelerne på Orions servicemodul sig ud og leverer strøm til rumfartøjet.

#### I rummet
Det fire mand store mandskab vil på solo-nærjordsflyvninger observere Jorden og udføre andre eksperimenter. Orion-modulet er designet til at kunne holde fire mand i live i 14 dage, men de normale flyvninger vil kun vare i 8-10 dage, ligesom flyvningerne i det tidligere Apollo-program.
For flyvninger til ISS, efter kredsløbscirkulering og separation fra Ares I, flyver Orion-modulet i mindst to dage for at komme op på siden af ISS. I løbet af de to dage tilpasser modulet sig ISS' kurs. Når modulet når stationen, vil den slutte sig til den enten ved hoveddock'en (der lige nu bliver brugt af rumfærgerne) eller ved den sekundære port, der oprindeligt skulle bruges til X-38-redningsskibet (X-38 blev annulleret). Den sekundære port planlægges til at blive den primære port til ubemandede Orion-inspirerede forsyningsfartøjer.
Under det 7 til 14 dage lange ophold på ISS, kan ISS' mandskab blive udskiftet. Typisk vil tre til fire medlemmer af mandskabet være amerikansk, mens de resterende to-tre medlemmer vil være internationale, NASA-trænede astronauter, med en enkelt "gæste"-astronaut. Afsluttede eksperimenter vil blive fragtet om bord på Orion-modulet fra ISS. Når Orion-skibet skal hjem, følger de eksemplet fra Sojuz-fartøjerne, når de skulle hjem fra Saljut 6 (den første station med flere docks): det Orion-modul, der blev sendt senest af sted, bliver hos ISS-mandskabet, mens den ældste Orion vender tilbage til jorden med mandskab, der skal hjem. Hvis Orion'en skal flyttes i fald et andet, ubemandet rumfartøj skal forøge stationens fart, så den kan holdes i kredsløb, flyttes den bemandede Orion til den sekundære port, når den først ankomne Orion skal returnere til Jorden. En Orion med plads til seks mand og en Sojuz med plads til tre mand vil altid være sat sammen med ISS for at sikre en flugtvej hvis en nødsituation skulle opstå. (Et ubemandet rumfartøj består af et stort dock-modul, der sidder i stedet for trykkammeret, astronauterne sidder i, og et udvidet servicemodul.)

#### Landing
Ved afslutningen af en mission vil fartøjet blive vendt rundt, så hovedmotoren vender fremad. Efter det sidste kredsløbsafbrænding bliver servicemodulet på Orion'en skubbet af. Servicemodulet brænder herefter op i atmosfæren. Mandskabsmodulet, derimod, genindtræder i atmosfæren som alle andre NASA-rumfartøjer før rumfærgen: et varmeskjold på forsiden af fartøjet beskytter mod varmen, samtidig med, at den bremser fartøjet ned fra 28.000 km/t til kun 480 km/t. Efter genindtrædelsen i atmosfæren er afsluttet, bliver jetmotoren på bagsiden skubbet af, og to faldskærme udløses, efterfulgt af tre andre, større faldskærme i 6.000 meters højde. Disse større faldskærme fyldes med kvælstof (N2), der ikke antænder ved varme. Rumfartøjet vil lande på en landingsplads i det vestlige USA, det kunne være Edwards Air Force Base i Californien eller White Sands Missile Range i New Mexico. Herefter bliver mandskabsmodulet returneret til Kennedy Space Center for at blive repareret inden næste flyvning. Et Orion-mandskabsmodul kan bruges op til ti gange under normale omstændigheder.

### Måneflyvninger

#### Rejsen til Månen
Modsat Apollo-programmet, hvor både Apollo Command/Service-modulet og Apollo Måne-modulet blev opsendt sammen med én Saturn V-raket, vil den første fase af en månemission ske med opsendelsen af en Ares V-raket. Ligesom Ares I vil Ares V blive samlet i Vehicle Assembly-bygningen og derefter blive transporteret op til raketrampen (sandsynligvis LC-39A, selvom NASA måske vil bruge LC-39B som backup). Få sekunder før opsendelsen vil fem RS-68-motorer antænde og ved T=0 sek. vil de to fem-segments-faststofraketter antændes. Ares V vil opsende de ubemandede EDS og månelanderen på én gang.
Efter at have forladt tårnet vil Ares V-raketten foretage en rullemanøvre og flyve stik øst, så kredsløbsbanen bliver den samme som Cape Canaverals breddegrad, 28,5 grader. Denne kurs vil kræve at de to faststofraketter bliver bortkastet to minutter inde i flyvningen, og hovedmotorerne vil lukke ned omkring 8½ minut senere, efterfulgt af bortkastningen af hovedtrinnet. Den brugte tank og RS-68-motor vil derefter brænde op i atmosfæren over det Indiske Ocean, vest for Australien. Jordafgangsmodulet, der bliver ført frem af dens enkelte J-2X-motor, vil styre månelandings-/jordafgangsmoduls-kombination ind i en fast 360 km høj kredsløbsbane.
Omkring 2 til 4 uger efter Ares V-flyvningen, vil Orion/Ares I-kombinationen blive opsendt fra naboraketrampen i det samme kredsløb, så alle modulerne (Orion-, Jordafgangs- og Månelandingsmodulet) kan blive sat sammen i lavt jordskredsløb.  Efter at modulerne er blevet sammenkoblet til en måneflyvning vil Jordafgangsmodulet antænde i 5 minutter, kaldet "The Translunar Injection", der vil accelerere rumfartøjet fra 28.000 km/t til 40.200 km/t. Modsat Apollo-programmets "Translunar Injections" vil Constellation-programmets Translunar Injection blive gjort på samme "øjeæbler ud"-metode (hvor astronauterne bliver "trukket" ud af deres sæder), magen til den metode, der var planlagt til de bemandede Venus-forbiflyvninger, der blev planlagt under Apollo-programmet i slutningen af 1960'erne. Efter Translunar Injection bliver Jordafgansmodulet skubbet af, og det går i kredsløb om Solen, eller også kolliderer det med på Månen (ligesom S-IVB-afdelingerne kendt fra Apollo 13-17). Under resten af turen, der vil vare i tre dage, vil den fire mand store besætning overvåge Orions systemer, inspicere deres Månelandingsmodul og, om nødvendigt, ændre deres kurs for at finde en landingsplads nær en af polerne, på et sted der er egnet til en fremtidig månebase. 

#### Rundt om Månen
Orion vil nærme sig Månens bagside og tre dage efter Translunar Injection vil Orion-/Altair-kombinationen orientere retromotorerne i den rigtige retning og antænde disse for at få hele fartøjet i kredsløb. Når fartøjet er i kredsløb vil mandskabet forfine kursen og klargøre Orion-modulet til ubemandet kredsløb. Efterfølgende vil alle mand gå om bord i Altair og frakoble Orion efter tilladelse fra Mission Control. Missionsledere på Jorden vil så udføre en inspektion af modulet ved hjælp af en fjernstyret tv-kamera (der vil dog være en forsinkelse på signalet, da det tager ca. 3 sekunder at sende signaler til og fra Månen). På Apollo blev denne inspektion udført om bord på kommandomodulet af den tilbageblevne Command Module-pilot. Når den efterfølgende separationsmanøvre er udført, vil den nu ubemandede Orion blive placeret i kredsløb omkring 95 til 110 km over overfladen.

#### Månelanding
Efter mandskabet har fået tilladelse fra Mission Control vil de fire RL-10-motorer på månelandingsmodulets nedre afsnit igen antænde, og ligesom med Apollo-programmets månelandingsmoduler, vil mandskabet lande deres månelandingsmodul på et på forhånd anvist landingssted, der er blevet fotograferet af ubemandede rumfartøjer. Efter landingen er udført, vil mandskabet iføre sig deres astronautdragter og udføre den første af i alt fem-syv prøveindsamlinger og udføre eksperimenter.
Efter at have udført deres missioner på Månen vil mandskabet gå op i månelandingsmodulets øvre afsnit og forlade Månens overflade ved hjælp af en en enkelt RL-10-motor og ved at bruge det nedre afsnit som affyringsrampe (og som platform for senere basekonstruktion). Modulet vil herefter blive slået sammen med Orionen igen. Når mandskabet har får overført prøverne og fotografierne fra månelandingsmodulet til Orionen, vil månelandingsmodulet blive skubbet af, og det vil styrte ned på Månens fjerne side. Orionen vil så antænde "Transearth Injection" ved hjælp af dens enkelte motor. Når modulet er ankommet til Jorden, vil den ene halvdel af modulet, Servicemodulet, blive skubbet af, og en speciel genindtrædelseskurs vil blive oprettet. Denne kurs er designet til både at få farten ned fra 40.200 km/t til 480 km/t, og til at få modulet ned i Stillehavet. Orions mandskabsmodul vil så lande på Jorden igen, på samme måde som en ISS-flyvning, og ligesom ISS-flyvningerne vil modulet blive fløjet tilbage til Kennedy Space Center til reparation og til genbrug i en anden flyvning, mens prøverne fra Månen vil blive fløjet til Lyndon B. Johnson Space Center, så det kan blive undersøgt på Månemodtagelseslaboratoriet.

## Mulig aflysning af programmet
1. Februar 2010 blev det foreslået at programmet stoppes og udelukkes af fremtidige budgetter. I stedet foreslås det at de 6 Milliarder USD der gives til Nasa, gennem de næste 5 år skal  bruges til bl.a. at bygge en ny og mere sikker raket. NASAs rumfartsprogrammer skal i stedet flyve i mere "jordnære" baner i en årrække for at afprøve nye teknologier. Den nye plan skal også støtte amerikansk økonomipolitik ved at sætte skub i private virksomheder og derved skabe flere arbejdspladser . Politikere fra begge partier i USA siger at de vil kæmpe for at programmet ikke stoppes.
| Foregående: Rumfærge-programmet | Constellation-programmet 2005–2009 | Efterfølgende: Artemis-programmet |